# Нехлюдиха
Нехлюдиха (
сибирскотат. 
Атмет) — река в Знаменском районе Омской области России. Устье реки находится в 1385 км по левому берегу реки Иртыша. Длина реки составляет 18 км.

## Данные водного реестра
По данным государственного водного реестра России относится к Иртышскому бассейновому округу, водохозяйственный участок реки — Иртыш от впадения реки Омь до впадения реки Ишим, без реки Оша, речной подбассейн реки — бассейны притоков Иртыша до впадения Ишима. Речной бассейн реки — Иртыш.